# Frédéric Cournet
Frédéric Constant Cournet (Lorient, 21 februari 1808 – Londen, 1 juli 1852) was een Frans marineofficier, revolutionair en politicus. Hij stierf in ballingschap na een duel met zijn landgenoot Emmanuel Barthélemy.

## Leven
Cournet was een marineofficier die zijn carrière geremd zag door zijn opstandigheid en zijn republikeinse gezindheid. Ondanks enkele successen en een decoratie met het Legioen van Eer, was hij in 1847 niet verder geraakt dan de rang van luitenant. Hij nam ontslag uit de marine en liet zich in met de opstanden van 1848. Vooral tijdens het Junioproer kwam hij op de voorposten: in de Faubourg Saint-Antoine wierp hij een reusachtige barricade op. 
De revolutie werd op enkele dagen neergeslagen, maar Cournet bleef actief in het Parijse Comité démocrate socialiste en werd in 1850 verkozen in de Nationale Vergadering voor het departement Saône-et-Loire. Nog tijdens zijn eerste jaar als afgevaardigde werd hij gevangengezet omdat hij Eugène Pottier had helpen ontsnappen uit de gevangenis. Na zijn vrijlating was hij op 2 juni 1851 een leider van de straatweerstand tegen de staatsgreep van Napoleon III. Daarop vluchtte hij naar Londen.
In Londen was er een grote gemeenschap van Franse revolutionaire ballingen, maar tussen de diverse strekkingen liepen de spanningen hoog op. Als aanhanger van Ledru-Rollin kwam Cournet in conflict met de blanquist Emmanuel Barthélemy. De aanleiding was een opmerking van Cournet over een voormalige vriendin van Barthélemy. Het kwam tot een pistoolduel, waarbij alleen Cournet werd geraakt. Hij overleed na enkele uren aan zijn verwondingen en werd begraven in de St. John's Church van Egham.

## Culturele weerklank
Victor Hugo nam een kort relaas van Cournets leven op in zijn roman Les Misérables uit 1862. In deel 5 wordt zijn barricade – hoewel afkomstig van een andere opstand – gedetailleerd beschreven. Ook Alexander Herzen en Alexis de Tocqueville schreven over zijn vete met Barthélemy.
Over hun duel werd in 2010 de Franse kortfilm Le Dernier Duel uitgebracht, die een prijs won op het British Independent Film Festival van 2011.
De schrijver Olivier Rolin nam de passage bij Victor Hugo tot vertrekpunt voor zijn historische roman Jusqu'à ce que mort s'ensuive (2024). Deze verscheen in het Nederlands onder de titel Tot de dood erop volgt. Bij een bladzijde uit Les Misérables. 